# Djebel (obchtina)
Pour les articles homonymes, voir Djebel (homonymie).
Djebel (bulgare : Джебел) est une obchtina de l'oblast de Kardjali en Bulgarie.